# Parasjärvi
Parasjärvi är en sjö i Kiruna kommun i Lappland och ingår i Torneälvens huvudavrinningsområde. Sjön har en area på 0,103 kvadratkilometer och ligger 366 meter över havet. Parasjärvi ligger i Torne och Kalix älvsystem Natura 2000-område. Sjön avvattnas av vattendraget Parasjoki.

## Delavrinningsområde
Parasjärvi ingår i det delavrinningsområde (755556-174971) som SMHI kallar för Utloppet av Siilasjärvi. Medelhöjden är 407 meter över havet och ytan är 36,42 kvadratkilometer. Det finns inga avrinningsområden uppströms utan avrinningsområdet är högsta punkten. Parasjoki som avvattnar avrinningsområdet har biflödesordning 4, vilket innebär att vattnet flödar genom totalt 4 vattendrag innan det når havet efter 369 kilometer. Avrinningsområdet består mestadels av skog (70 procent) och sankmarker (25 procent). Avrinningsområdet har 1,32 kvadratkilometer vattenytor vilket ger det en sjöprocent på 3,6 procent.